# Кашпур, Марфа Семёновна
Марфа Семёновна Кашпур — советский хозяйственный, государственный и политический деятель, Герой Социалистического Труда.

## Биография
Родилась в 1915 году. Член КПСС.
С 1931 года — на хозяйственной, общественной и политической работе. В 1931—1979 годах — звеньевая колхоза «Красный Октябрь» Яковлевского района Приморского края.
Указом Президиума Верховного Совета СССР от 30 апреля 1966 года присвоено звание Героя Социалистического Труда с вручением ордена Ленина и золотой медали «Серп и Молот».
Избирался депутатом Верховного Совета РСФСР 7-го созыва, в составе районного Совета народных депутатов.
Почётный гражданин Яковлевского района. Жила в селе Новосысоевка.